# Morti nel 1927
| Questa pagina contiene informazioni ricavate automaticamente dalle voci biografiche con l'ausilio del template Bio e di un bot. L'aggiornamento è periodico e automatico e ricostruisce completamente la pagina. Se manca una persona in questa lista, sei pregato di non aggiungerla, ma accertati piuttosto che la sua voce biografica contenga il template Bio e che i dati anagrafici siano correttamente compilati. Se il template Bio manca, inseriscilo tu stesso o, in alternativa, metti l'avviso {{tmp\|Bio}} che ne segnala la mancanza. Se i dati riportati sono sbagliati, correggi direttamente la voce biografica; le modifiche saranno visibili in questa lista entro pochi giorni. Per chiarimenti vedi il progetto biografie. La lista contiene solo le 605 persone che sono citate nell'enciclopedia e per le quali è stato implementato correttamente il template Bio. Pagina aggiornata al 18 ago 2025. |

## Gennaio(57)
- 1º gennaio - Denis Joseph O'Connell, vescovo cattolico irlandese (n. 1849)
- 2 gennaio - Ahad Ha'am, scrittore russo (n. 1856)
- 3 gennaio - Arnold Edward Ortmann, naturalista e zoologo tedesco (n. 1863)
- 3 gennaio - Georg Perthes, chirurgo tedesco (n. 1869)
- 3 gennaio - Antonio Rivas Mercado, architetto messicano (n. 1853)
- 3 gennaio - Carl David Tolmé Runge, matematico e fisico tedesco (n. 1856)
- 4 gennaio - Frederic Cayley Robinson, pittore inglese (n. 1862)
- 4 gennaio - Süleyman Nazif, poeta turco (n. 1870)
- 5 gennaio - Jaroslav Poláček, calciatore cecoslovacco (n. 1905)
- 6 gennaio - Giuseppe Botterini de Pelosi, avvocato e politico italiano (n. 1853)
- 7 gennaio - Fritz Ulysse Landry, medaglista svizzero (n. 1842)
- 8 gennaio - Antonio Cardarelli, medico, patologo e politico italiano (n. 1831)
- 8 gennaio - Sid Evans, pugile britannico (n. 1881)
- 8 gennaio - Gino Papini, decoratore italiano (n. 1865)
- 9 gennaio - Houston Stewart Chamberlain, scrittore e filosofo britannico (n. 1855)
- 10 gennaio - Friedrich Hirth, sinologo tedesco (n. 1845)
- 10 gennaio - Ludwig Maurer, matematico tedesco (n. 1859)
- 10 gennaio - Travers Vale, regista inglese (n. 1865)
- 12 gennaio - Alfonso Colarossi-Mancini, storico italiano (n. 1859)
- 12 gennaio - Hermann von Tappeiner, farmacologo tedesco (n. 1847)
- 14 gennaio - Mario Bezzi, entomologo italiano (n. 1868)
- 14 gennaio - Ermenegildo Pistelli, presbitero, filologo classico e glottologo italiano (n. 1862)
- 14 gennaio - Niels Thorkild Rovsing, chirurgo danese (n. 1862)
- 15 gennaio - Dawid Janowski, scacchista polacco (n. 1868)
- 17 gennaio - Giuseppina Berettoni, mistica italiana (n. 1875)
- 17 gennaio - Eagle Eye, attore statunitense (n. 1877)
- 17 gennaio - Juliette Gordon Low, attivista statunitense (n. 1860)
- 17 gennaio - Vincenzo Riolo, politico italiano (n. 1847)
- 17 gennaio - Giorgio Roster, scienziato e fotografo italiano (n. 1843)
- 18 gennaio - Léonce Manouvrier, antropologo, anatomista e fisiologo francese (n. 1850)
- 18 gennaio - Otto Wiener, fisico tedesco (n. 1862)
- 19 gennaio - Carl Gräbe, chimico tedesco (n. 1841)
- 19 gennaio - Carlotta del Belgio, imperatrice belga (n. 1840)
- 20 gennaio - Arthur Annesley, XI visconte Valentia, politico e ufficiale irlandese (n. 1843)
- 20 gennaio - Gennaro Carissimo, magistrato, imprenditore e politico italiano (n. 1846)
- 20 gennaio - Domenico Comparetti, filologo classico, papirologo e epigrafista italiano (n. 1835)
- 20 gennaio - Milena Mrazović, giornalista, scrittrice e compositrice austro-ungarica (n. 1863)
- 21 gennaio - Enrico Adelelmo Brunetti, musicista e entomologo britannico (n. 1862)
- 21 gennaio - Antonio Sogliuzzo, militare e marinaio italiano (n. 1845)
- 22 gennaio - Ödön Bodor, velocista, mezzofondista e calciatore ungherese (n. 1882)
- 22 gennaio - James Ford Rhodes, storico e scrittore statunitense (n. 1848)
- 22 gennaio - Edward Page Mitchell, scrittore di fantascienza statunitense (n. 1852)
- 23 gennaio - Maurice Swynfen Fitzmaurice, ammiraglio britannico (n. 1870)
- 25 gennaio - William Evelyn Cameron, politico statunitense (n. 1842)
- 25 gennaio - Pompeo Mariani, pittore italiano (n. 1857)
- 26 gennaio - Ezio Reisoli, generale italiano (n. 1856)
- 27 gennaio - William J. Butler, attore irlandese (n. 1860)
- 27 gennaio - Stuart Macrae, calciatore inglese (n. 1855)
- 27 gennaio - Jurgis Matulaitis, arcivescovo cattolico lituano (n. 1871)
- 27 gennaio - Giacomo Pala, avvocato e politico italiano (n. 1849)
- 29 gennaio - Andrea Caron, arcivescovo cattolico italiano (n. 1848)
- 30 gennaio - Friedrich Koch, compositore e violoncellista tedesco (n. 1862)
- 30 gennaio - Ferdinando Russo, poeta e giornalista italiano (n. 1866)
- 30 gennaio - Arturo Vigna, direttore d'orchestra italiano (n. 1863)
- 31 gennaio - Sybil Bauer, nuotatrice statunitense (n. 1903)
- 31 gennaio - Kay Laurell, attrice statunitense (n. 1890)
- 31 gennaio - Samuel Wassall, militare britannico (n. 1856)

## Febbraio(52)
- 1º febbraio - Febo Bottini, architetto italiano (n. 1848)
- 2 febbraio - Luigi Bazzani, architetto, pittore e scenografo italiano (n. 1836)
- 3 febbraio - Raimondo Flores, dirigente sportivo italiano (n. 1876)
- 3 febbraio - Izidor Kršnjavi, pittore, storico dell'arte e politico croato (n. 1845)
- 4 febbraio - Janko Vukotić, generale e politico montenegrino (n. 1866)
- 5 febbraio - Inayat Khan, mistico, musicista e scrittore indiano (n. 1882)
- 6 febbraio - Matteo Correa Magallanes, presbitero messicano (n. 1866)
- 6 febbraio - Francesco Pulci, presbitero, letterato e storico italiano (n. 1848)
- 8 febbraio - Alf Miles, allenatore di calcio e calciatore inglese (n. 1884)
- 9 febbraio - Martino Cassano, giornalista italiano (n. 1861)
- 9 febbraio - Charles Doolittle Walcott, geologo e paleontologo statunitense (n. 1850)
- 10 febbraio - Myfit Libohova, politico e diplomatico albanese (n. 1876)
- 10 febbraio - Robert Scholz, attore cinematografico tedesco (n. 1886)
- 10 febbraio - Gustav Wentzel, pittore norvegese (n. 1859)
- 11 febbraio - Émile Albrecht, canottiere svizzero (n. 1899)
- 11 febbraio - Stanisław Kazimierz Zdzitowiecki, vescovo cattolico polacco (n. 1854)
- 13 febbraio - Leonardo Bianchi, neurologo, psichiatra e politico italiano (n. 1848)
- 14 febbraio - Camille Enlart, archeologo e storico dell'arte francese (n. 1862)
- 15 febbraio - Giuseppe Lanza Branciforte, nobile, diplomatico e politico italiano (n. 1889)
- 16 febbraio - Jonas Basanavičius, attivista, medico e politico lituano (n. 1851)
- 16 febbraio - George Codd, politico e avvocato statunitense (n. 1869)
- 16 febbraio - Carl von Opel, imprenditore tedesco (n. 1869)
- 16 febbraio - Ludwig Adolph Timotheus Radlkofer, botanico tedesco (n. 1829)
- 16 febbraio - Vittorio Amedeo Ranuzzi de' Bianchi, cardinale e arcivescovo cattolico italiano (n. 1857)
- 16 febbraio - Friedrich Reinitzer, chimico e botanico austriaco (n. 1857)
- 17 febbraio - Frank Lane, velocista statunitense (n. 1874)
- 17 febbraio - Giuseppe Schirò, poeta, linguista e pubblicista italiano (n. 1865)
- 18 febbraio - Luigi Casale, chimico italiano (n. 1882)
- 18 febbraio - Turhan Pasha Përmeti, politico ottomano (n. 1846)
- 19 febbraio - Herbert Akroyd Stuart, inventore, ingegnere e progettista britannico (n. 1864)
- 19 febbraio - Georg Brandes, critico letterario e filosofo danese (n. 1842)
- 19 febbraio - Robert Fuchs, compositore e insegnante austriaco (n. 1847)
- 19 febbraio - Fernand de Langle de Cary, generale francese (n. 1849)
- 19 febbraio - Alfred Wilhelm Strohl, mecenate e pittore francese (n. 1847)
- 20 febbraio - Francesco Coppi, paleontologo, archeologo e geologo italiano (n. 1843)
- 20 febbraio - Rukiye Sultan, principessa ottomana (n. 1906)
- 21 febbraio - Thomas Ryan, rugbista a 15 e pittore neozelandese (n. 1864)
- 22 febbraio - Judson Harmon, politico e avvocato statunitense (n. 1846)
- 22 febbraio - Franz Sackmann, compositore di scacchi tedesco (n. 1888)
- 22 febbraio - Emily Villiers, nobildonna inglese (n. 1843)
- 23 febbraio - Clelia Bompiani, pittrice italiana (n. 1848)
- 23 febbraio - Antonio Carle, chirurgo e patologo italiano (n. 1854)
- 23 febbraio - Sveinbjörn Sveinbjörnson, compositore islandese (n. 1847)
- 24 febbraio - Frank MacKey, giocatore di polo statunitense (n. 1852)
- 25 febbraio - Lynn Reynolds, regista e sceneggiatore statunitense (n. 1891)
- 25 febbraio - Federico Stella, attore teatrale, drammaturgo e impresario teatrale italiano (n. 1842)
- 26 febbraio - Karl Dehio, patologo tedesco (n. 1851)
- 26 febbraio - Hermann Obrist, scultore svizzero (n. 1862)
- 27 febbraio - Arthur MacManus, sindacalista e politico britannico (n. 1889)
- 28 febbraio - Walter Congreve, generale britannico (n. 1862)
- 28 febbraio - Luke Fildes, pittore e illustratore inglese (n. 1843)
- 28 febbraio - Ludwig von Zumbusch, illustratore e disegnatore tedesco (n. 1861)

## Marzo(54)
- 2 marzo - Michail Arcybašev, scrittore russo (n. 1878)
- 2 marzo - Charles Emil Ruthenberg, politico statunitense (n. 1882)
- 3 marzo - Fausto Guiotto, ingegnere italiano (n. 1839)
- 4 marzo - Augustin Nicolas Gilbert, medico francese (n. 1858)
- 4 marzo - Albert Gockel, fisico tedesco (n. 1860)
- 4 marzo - Ira Remsen, chimico statunitense (n. 1846)
- 5 marzo - Franz Mertens, matematico polacco (n. 1840)
- 6 marzo - Marie Spartali Stillman, modella e pittrice inglese (n. 1844)
- 7 marzo - Louise Hamilton Caico, scrittrice e fotografa italiana (n. 1861)
- 8 marzo - Leopoldo Giunti, militare e politico italiano (n. 1849)
- 8 marzo - Manuel Gondra, diplomatico e politico paraguaiano (n. 1871)
- 8 marzo - Babette von Bülow, scrittrice tedesca (n. 1850)
- 9 marzo - Eugène De Fernex, allenatore di calcio e calciatore italiano (n. 1883)
- 9 marzo - Edward Henry Potthast, pittore statunitense (n. 1857)
- 11 marzo - Fernand Brunel, calciatore francese (n. 1907)
- 13 marzo - Carlo Gallini, avvocato e politico italiano (n. 1848)
- 13 marzo - Jean Le Bidois, calciatore francese
- 13 marzo - Vincenzo Ragusa, scultore italiano (n. 1841)
- 14 marzo - Max Weiss, scacchista ungherese (n. 1857)
- 14 marzo - Jānis Čakste, politico lettone (n. 1859)
- 15 marzo - Alfredo Bertone, attore italiano (n. 1893)
- 15 marzo - Scipione Borghese, nobile, viaggiatore e pilota automobilistico italiano (n. 1871)
- 15 marzo - Giannetto Valli, politico italiano (n. 1869)
- 16 marzo - William Exshaw, velista britannico (n. 1866)
- 16 marzo - Magdeleine Real del Sarte, pittrice francese (n. 1853)
- 17 marzo - Victorine Meurent, modella e pittrice francese (n. 1844)
- 18 marzo - Philip Wicksteed, economista, storico e critico letterario inglese (n. 1844)
- 19 marzo - Khalid bin Barghash di Zanzibar, sultano tanzaniano (n. 1874)
- 19 marzo - Alexander Tietze, chirurgo tedesco (n. 1864)
- 21 marzo - Pasquale Placido, avvocato e politico italiano (n. 1838)
- 21 marzo - Wilhelm Uhthoff, oculista tedesco (n. 1853)
- 21 marzo - Charles Waldstein, archeologo e tiratore a segno statunitense (n. 1856)
- 22 marzo - Victor Cambon, ingegnere e giornalista francese (n. 1852)
- 22 marzo - Charles Foix, medico e neurologo francese (n. 1882)
- 22 marzo - John Francis Regis Canevin, arcivescovo cattolico statunitense (n. 1853)
- 22 marzo - Charles Sprague Sargent, botanico statunitense (n. 1841)
- 22 marzo - Amilcare Tonietti, arcivescovo cattolico italiano (n. 1847)
- 23 marzo - Dietrich Barfurth, anatomista tedesco (n. 1849)
- 23 marzo - Paul César Helleu, pittore francese (n. 1859)
- 24 marzo - Elisabetta di Sassonia-Altenburg, nobile tedesca (n. 1865)
- 25 marzo - Maryam Sūltanah Danil Ghaţţas, religiosa palestinese (n. 1843)
- 25 marzo - Alfred von Domaszewski, archeologo austriaco (n. 1856)
- 25 marzo - Vittorio Frascani, medico e politico italiano (n. 1857)
- 25 marzo - Emil Sax, economista austriaco (n. 1845)
- 27 marzo - Klaus Berntsen, politico danese (n. 1844)
- 27 marzo - William Healey Dall, naturalista e paleontologo statunitense (n. 1845)
- 27 marzo - Carl Prohaska, compositore, pedagogo e direttore d'orchestra austriaco (n. 1869)
- 29 marzo - Luigi Luzzatti, giurista, economista e banchiere italiano (n. 1841)
- 30 marzo - Carlo Barsotti, imprenditore italiano (n. 1850)
- 30 marzo - Everard Calthrop, ingegnere e inventore britannico (n. 1857)
- 31 marzo - Mabel Collins, scrittrice inglese (n. 1851)
- 31 marzo - Kang Youwei, filosofo cinese (n. 1858)
- 31 marzo - Edward Lloyd, tenore inglese (n. 1845)
- 31 marzo - Vicente March, pittore spagnolo (n. 1859)

## Aprile(35)
- 1º aprile - Anacleto González Flores, beato messicano (n. 1888)
- 2 aprile - Ottokár Prohászka, vescovo cattolico ungherese (n. 1858)
- 3 aprile - Ezechiele Huerta Gutiérrez, organista messicano (n. 1876)
- 6 aprile - Florence Earle Coates, poetessa e scrittrice statunitense (n. 1850)
- 6 aprile - Friedrich Ohmann, architetto austriaco (n. 1858)
- 6 aprile - Nestori Toivonen, tiratore a segno finlandese (n. 1865)
- 7 aprile - Calixte Delmas, lottatore francese (n. 1906)
- 7 aprile - Domenico del Santissimo Sacramento, presbitero spagnolo (n. 1901)
- 8 aprile - Marco Cassin, banchiere, imprenditore e politico italiano (n. 1859)
- 8 aprile - Max Hofmeier, ginecologo tedesco (n. 1854)
- 9 aprile - Georg Sars, zoologo norvegese (n. 1837)
- 11 aprile - Albert Vilhelm Bøgh, attore norvegese (n. 1843)
- 11 aprile - Émile-Joseph Carlier, scultore francese (n. 1849)
- 11 aprile - Federigo Verdinois, giornalista, scrittore e traduttore italiano (n. 1844)
- 12 aprile - Léon Denis, filosofo e parapsicologo francese (n. 1846)
- 12 aprile - Luigi Lusignani, politico italiano (n. 1877)
- 12 aprile - Giuseppe Moscati, medico e fisiologo italiano (n. 1880)
- 13 aprile - Sabas Reyes Salazar, presbitero e santo messicano (n. 1883)
- 15 aprile - Francesco Gaeta, poeta italiano (n. 1879)
- 15 aprile - Henry Holiday, artista inglese (n. 1839)
- 15 aprile - Gaston Leroux, poeta, giornalista e scrittore francese (n. 1868)
- 16 aprile - Albert-Émile Artigue, pittore, illustratore e incisore francese (n. 1850)
- 16 aprile - Caroline Matthews, medico britannica (n. 1877)
- 16 aprile - Stasys Sabaliauskas, calciatore lituano (n. 1905)
- 17 aprile - Fëdor Vasil'evič Sabašnikov, letterato e mecenate russo (n. 1869)
- 18 aprile - Francesco Pistoia, militare e politico italiano (n. 1838)
- 20 aprile - Enrique Simonet, pittore spagnolo (n. 1866)
- 21 aprile - Hugo Schuchardt, linguista tedesco (n. 1842)
- 23 aprile - Edgar Davis, golfista statunitense (n. 1873)
- 25 aprile - Earle Williams, attore statunitense (n. 1880)
- 27 aprile - Alexandre Bigot, ceramista francese (n. 1862)
- 28 aprile - Li Dazhao, politico, rivoluzionario e bibliotecario cinese (n. 1889)
- 28 aprile - Vincenzo Rinaldo, architetto e designer italiano (n. 1867)
- 28 aprile - John Reinhard Weguelin, pittore e illustratore inglese (n. 1849)
- 29 aprile - Auguste François-Marie Gorguet, pittore, incisore e illustratore francese (n. 1862)

## Maggio(47)
- 1º maggio - Donato Sanminiatelli, politico italiano (n. 1866)
- 1º maggio - Oscar Swahn, tiratore a segno svedese (n. 1847)
- 2 maggio - Katherine Corri Harris, attrice statunitense (n. 1890)
- 2 maggio - Ernest Henry Starling, fisiologo inglese (n. 1866)
- 3 maggio - David Arellano, calciatore cileno (n. 1901)
- 3 maggio - Luigi Baldacci, ingegnere e geologo italiano (n. 1850)
- 4 maggio - Isidoro Del Lungo, critico letterario e politico italiano (n. 1841)
- 4 maggio - Gustav Tschermak von Seysenegg, mineralogista tedesco (n. 1836)
- 4 maggio - Friedrich Karl Johann Vaupel, botanico tedesco (n. 1876)
- 6 maggio - Archibald Walter Buckle, militare britannico (n. 1889)
- 6 maggio - Henry Howard, IV conte di Effingham, nobile e politico britannico (n. 1866)
- 7 maggio - Silvio Pellerano, avvocato, dirigente d'azienda e politico italiano (n. 1858)
- 8 maggio - Miriam Teresa Demjanovich, religiosa statunitense (n. 1901)
- 8 maggio - Charles Nungesser, aviatore francese (n. 1892)
- 9 maggio - Carlo di Baviera, principe tedesco (n. 1874)
- 9 maggio - Samuel Widdowson, calciatore inglese (n. 1851)
- 10 maggio - Alessandro Artom, ingegnere e inventore italiano (n. 1867)
- 10 maggio - Harald Hansen, calciatore danese (n. 1884)
- 10 maggio - George Osborne, X duca di Leeds, nobile e politico inglese (n. 1862)
- 10 maggio - George Bishop Sudworth, botanico statunitense (n. 1864)
- 11 maggio - Juan Gris, pittore e scenografo spagnolo (n. 1887)
- 12 maggio - Giuseppe Bagnera, matematico italiano (n. 1865)
- 12 maggio - Louise Catherine Breslau, pittrice tedesca (n. 1856)
- 12 maggio - Guido von Call zu Rosenburg und Kulmbach, politico, diplomatico e nobile austriaco (n. 1849)
- 13 maggio - Maria de la Concepción Barrecheguren y García, religiosa spagnola (n. 1905)
- 14 maggio - Francis Kelsey, archeologo e latinista statunitense (n. 1858)
- 17 maggio - Thomas Fearnley, imprenditore e filantropo norvegese (n. 1841)
- 18 maggio - Nikifor Alekseevič Begičev, navigatore e esploratore russo (n. 1874)
- 18 maggio - Andrew P. Kehoe, assassino statunitense (n. 1872)
- 19 maggio - Pio Donati, politico e avvocato italiano (n. 1881)
- 19 maggio - Ahmed Hikmet, scrittore turco (n. 1870)
- 20 maggio - Eduard Brückner, geografo, meteorologo e climatologo tedesco (n. 1862)
- 21 maggio - Michail Michajlovič Pleškov, generale russo (n. 1856)
- 22 maggio - Ernst Wullekopf, architetto tedesco (n. 1858)
- 23 maggio - Henry Huntington, imprenditore statunitense (n. 1850)
- 23 maggio - Marie Armand Patrice de Mac-Mahon, nobile e generale francese (n. 1855)
- 25 maggio - Henri Hubert, storico e sociologo francese (n. 1872)
- 25 maggio - Cristóbal Magallanes Jara, presbitero messicano (n. 1869)
- 25 maggio - William Payne Whitney, imprenditore e filantropo statunitense (n. 1876)
- 26 maggio - Hermann von Stein, generale e politico tedesco (n. 1854)
- 27 maggio - Alberto Agnetti, politico italiano (n. 1857)
- 28 maggio - Boris Michajlovič Kustodiev, pittore e scenografo russo (n. 1878)
- 29 maggio - Georges Eekhoud, scrittore belga (n. 1854)
- 29 maggio - Lizardo García, politico ecuadoriano (n. 1844)
- 31 maggio - Giuseppe Campanari, baritono e violoncellista italiano (n. 1855)
- 31 maggio - Vincenzo Cerulli, astronomo e matematico italiano (n. 1859)
- 31 maggio - Fenia Chertkoff, educatrice, attivista e sindacalista russa (n. 1869)

## Giugno(38)
- 1º giugno - Lizzie Borden, statunitense (n. 1860)
- 1º giugno - John Bagnell Bury, storico, filologo e filosofo irlandese (n. 1861)
- 1º giugno - Annibale Maria Di Francia, presbitero italiano (n. 1851)
- 2 giugno - Hüseyin Avni Lifij, pittore turco (n. 1886)
- 3 giugno - Henry Petty-Fitzmaurice, V marchese di Lansdowne, politico britannico (n. 1845)
- 3 giugno - Clotilde di Sassonia-Coburgo-Koháry, principessa (n. 1846)
- 4 giugno - Robert McKim, attore statunitense (n. 1886)
- 6 giugno - Amedeo Fílipucci, artigiano e falsario italiano (n. 1856)
- 6 giugno - Walter Hunt Longton, militare e aviatore britannico (n. 1892)
- 7 giugno - Mariano Agosta, pittore italiano (n. 1850)
- 7 giugno - Charles Andrew Gilman, politico statunitense (n. 1833)
- 7 giugno - José Pedro Montero, politico paraguaiano (n. 1878)
- 7 giugno - Pëtr Lazarevič Vojkov, rivoluzionario russo (n. 1888)
- 9 giugno - Victoria Woodhull, attivista statunitense (n. 1838)
- 12 giugno - Gustav Fritsch, anatomista, antropologo e fisiologo tedesco (n. 1838)
- 12 giugno - Sidney Greville, nobile inglese (n. 1866)
- 13 giugno - Gerino Gerini, politico italiano (n. 1871)
- 13 giugno - Giuseppe Primoli, collezionista d'arte italiano (n. 1851)
- 14 giugno - Jerome K. Jerome, scrittore, giornalista e umorista britannico (n. 1859)
- 15 giugno - Ottavio Bottecchia, ciclista su strada italiano (n. 1894)
- 15 giugno - Léonce de Grandmaison, teologo e presbitero francese (n. 1868)
- 16 giugno - José Juan de Jésus Herrera y Piña, arcivescovo cattolico messicano (n. 1865)
- 16 giugno - Harry Moger, calciatore inglese (n. 1879)
- 18 giugno - Gustave Fagniez, storico e archivista francese (n. 1842)
- 19 giugno - Ludovico Antomelli, vescovo cattolico italiano (n. 1863)
- 19 giugno - Osmar Schindler, pittore tedesco (n. 1867)
- 20 giugno - Clara Louise Burnham, scrittrice statunitense (n. 1854)
- 20 giugno - William Frederick Collings, nobile britannico (n. 1852)
- 22 giugno - Luigi Ceci, linguista e glottologo italiano (n. 1859)
- 22 giugno - Josie Sadler, attrice statunitense (n. 1871)
- 26 giugno - Jean-Baptiste Guillaumin, pittore e litografo francese (n. 1841)
- 26 giugno - Vasile Pârvan, storico, archeologo e epigrafista romeno (n. 1882)
- 26 giugno - José María Robles Hurtado, presbitero messicano (n. 1888)
- 26 giugno - Michele Zezza, patriarca cattolico italiano (n. 1850)
- 27 giugno - Antonio Cavalieri Ducati, ingegnere e imprenditore italiano (n. 1853)
- 27 giugno - Sofija Andreevna Ivanova Borejša, rivoluzionaria russa (n. 1856)
- 29 giugno - Lodovico Barbieri, militare e politico italiano (n. 1843)
- 30 giugno - Édouard Louis Trouessart, zoologo francese (n. 1842)

## Luglio(50)
- 1º luglio - Shote Galica, condottiera, patriota e rivoluzionaria albanese (n. 1895)
- 1º luglio - Pedro Nel Ospina, politico colombiano (n. 1858)
- 4 luglio - Chen Yannian, politico, sindacalista e rivoluzionario cinese (n. 1898)
- 4 luglio - Carl Wuttke, pittore tedesco (n. 1849)
- 5 luglio - Vladimir Borisovič Frederiks, generale russo (n. 1838)
- 5 luglio - Albrecht Kossel, medico, chimico e fisiologo tedesco (n. 1853)
- 6 luglio - Wilhelm Blos, politico, scrittore e giornalista tedesco (n. 1849)
- 6 luglio - Federico Sigismondo di Prussia, principe prussiano (n. 1891)
- 7 luglio - Francesco Costa, calciatore italiano (n. 1888)
- 7 luglio - Émile Coste, schermidore francese (n. 1862)
- 7 luglio - Gösta Mittag-Leffler, matematico svedese (n. 1846)
- 8 luglio - Max Hoffmann, generale e diplomatico tedesco (n. 1869)
- 9 luglio - John Drew, Jr., attore teatrale statunitense (n. 1853)
- 10 luglio - Louise Abbéma, pittrice francese (n. 1853)
- 11 luglio - Ottavio Cagiano de Azevedo, cardinale italiano (n. 1845)
- 11 luglio - Fernand Feyaerts, pallanuotista e nuotatore belga (n. 1882)
- 13 luglio - Mimar Kemaleddin, architetto turco (n. 1870)
- 13 luglio - Izydor Lotto, violinista e docente polacco (n. 1840)
- 13 luglio - Lars Romell, micologo svedese (n. 1854)
- 14 luglio - Fritz Hofmann, ginnasta, velocista e altista tedesco (n. 1871)
- 15 luglio - Paul Bäumer, militare e aviatore tedesco (n. 1896)
- 15 luglio - Constance Markiewicz, politica irlandese (n. 1868)
- 15 luglio - Beniamino Vergani, scacchista italiano (n. 1863)
- 17 luglio - Agostino Lo Piano Pomar, sindacalista e politico italiano (n. 1871)
- 17 luglio - Martin-Hubert Rutten, vescovo cattolico belga (n. 1841)
- 18 luglio - Paul Davidson, produttore cinematografico e imprenditore tedesco (n. 1867)
- 18 luglio - Pierre-Émile Engel, tenore francese (n. 1847)
- 18 luglio - Vasilij Dmitrievič Polenov, pittore russo (n. 1844)
- 18 luglio - Friedrich Ferdinand Schäfer, pittore statunitense (n. 1839)
- 19 luglio - Cheikh Ahmadou Bamba, religioso senegalese (n. 1853)
- 20 luglio - Ferdinando I di Romania, re (n. 1865)
- 22 luglio - Virginio Colombo, architetto italiano (n. 1885)
- 22 luglio - Volt, poeta, scrittore e giornalista italiano (n. 1888)
- 23 luglio - Arthur Hoffmann, politico e giurista svizzero (n. 1857)
- 24 luglio - Ryūnosuke Akutagawa, scrittore e poeta giapponese (n. 1892)
- 24 luglio - Venkata Rao III, principe indiano (n. 1892)
- 25 luglio - János Csernoch, cardinale e arcivescovo cattolico slovacco (n. 1852)
- 25 luglio - Guglielmo Mengarini, ingegnere e politico italiano (n. 1856)
- 25 luglio - Christian Fredrik Michelet, avvocato e politico norvegese (n. 1863)
- 25 luglio - Matilde Serao, scrittrice e giornalista italiana (n. 1856)
- 26 luglio - Federico De Roberto, scrittore italiano (n. 1861)
- 26 luglio - June Mathis, sceneggiatrice e montatrice statunitense (n. 1887)
- 27 luglio - Eugénie Garsin, imprenditrice e scrittrice francese (n. 1855)
- 27 luglio - Jacob Nienhuys, imprenditore, mecenate e filantropo olandese (n. 1836)
- 28 luglio - William Knox Martin, pioniere dell'aviazione statunitense (n. 1894)
- 29 luglio - Medeni Mehmet Nuri, turco (n. 1859)
- 29 luglio - Freddie Welsh, pugile britannico (n. 1886)
- 30 luglio - Friedrich August Georg Bitter, botanico tedesco (n. 1873)
- 30 luglio - Robert de Flers, drammaturgo e critico letterario francese (n. 1872)
- 31 luglio - Edoardo Bosio, imprenditore, canottiere e calciatore italiano (n. 1864)

## Agosto(39)
- 3 agosto - Stojan Mihajlovski, poeta e drammaturgo bulgaro (n. 1856)
- 3 agosto - Edward Titchener, psicologo e filosofo britannico (n. 1867)
- 4 agosto - Eugène Atget, fotografo francese (n. 1857)
- 4 agosto - Giuseppe Muscat Azzopardi, avvocato, scrittore e linguista maltese (n. 1853)
- 6 agosto - Antonino Pisano, religioso italiano (n. 1907)
- 7 agosto - Cirillo V di Alessandria, vescovo cristiano orientale egiziano
- 7 agosto - Leonard Wood, medico, generale e politico statunitense (n. 1860)
- 9 agosto - Sisowath, re cambogiano (n. 1840)
- 12 agosto - Pino Prati, alpinista italiano (n. 1902)
- 12 agosto - Carl Pulfrich, fisico e ottico tedesco (n. 1858)
- 13 agosto - Hermann Abert, musicologo e critico musicale tedesco (n. 1871)
- 13 agosto - João Capistrano de Abreu, storico brasiliano (n. 1853)
- 13 agosto - James Oliver Curwood, scrittore statunitense (n. 1878)
- 13 agosto - Árpád Doppler, compositore ungherese (n. 1857)
- 13 agosto - Marianne Stokes, pittrice austriaca (n. 1855)
- 14 agosto - Henry Finch-Hatton, XIII conte di Winchilsea, nobile inglese (n. 1852)
- 15 agosto - Bertram Boltwood, chimico statunitense (n. 1870)
- 15 agosto - B. B. Comer, imprenditore e politico statunitense (n. 1848)
- 15 agosto - Elbert H. Gary, avvocato statunitense (n. 1846)
- 16 agosto - Lawrence B. Palladino, gesuita e missionario italiano (n. 1837)
- 17 agosto - Erik Ivar Fredholm, matematico svedese (n. 1866)
- 18 agosto - Johannes Theodor Baargeld, artista e scrittore tedesco (n. 1892)
- 18 agosto - Sascha Schneider, pittore e scultore tedesco (n. 1870)
- 19 agosto - Johan Edman, tiratore di fune svedese (n. 1875)
- 19 agosto - Cesare Gamba, ingegnere, architetto e urbanista italiano (n. 1851)
- 19 agosto - Nikolaj Aleksandrovič Saltykov, attore e regista russo (n. 1886)
- 21 agosto - William Burnside, matematico britannico (n. 1852)
- 21 agosto - Henri Holgard, calciatore francese (n. 1884)
- 22 agosto - Pietro Fenoglio, architetto e ingegnere italiano (n. 1865)
- 23 agosto - Sacco e Vanzetti, operaio e anarchico italiano (n. 1891)
- 23 agosto - Sa'd Zaghlul, politico egiziano (n. 1858)
- 25 agosto - Boris Annenkov, militare russo (n. 1889)
- 26 agosto - Cécile Sauvage, poetessa francese (n. 1883)
- 27 agosto - Enrique Reig y Casanova, cardinale e arcivescovo cattolico spagnolo (n. 1859)
- 28 agosto - Émile Haug, geologo e paleontologo francese (n. 1861)
- 29 agosto - Charles Boxton, politico statunitense (n. 1860)
- 29 agosto - William Morrison, chimico e imprenditore scozzese (n. 1855)
- 29 agosto - Vladimir Nikolaevič Orlov, generale russo (n. 1869)
- 31 agosto - Andranik Ozanian, patriota e generale armeno (n. 1865)

## Settembre(39)
- 1º settembre - Emil Müller, matematico austriaco (n. 1861)
- 3 settembre - Emma Smith DeVoe, attivista statunitense (n. 1848)
- 4 settembre - Gennaro Pardo, pittore italiano (n. 1865)
- 6 settembre - Alfredo di Montenuovo, politico austro-ungarico (n. 1854)
- 6 settembre - Charles Woodruff, arciere statunitense (n. 1844)
- 7 settembre - Anna Golubkina, scultrice sovietica (n. 1864)
- 7 settembre - Karl Nikitsch, aviatore austro-ungarico (n. 1885)
- 9 settembre - Francesco Faustini, agricoltore e politico italiano (n. 1864)
- 11 settembre - Luciano Valentini, politico italiano (n. 1864)
- 12 settembre - Walther Amelung, archeologo tedesco (n. 1865)
- 12 settembre - Sarah Frances Whiting, fisica e astronoma statunitense (n. 1847)
- 14 settembre - Hugo Ball, scrittore, poeta e regista teatrale tedesco (n. 1886)
- 14 settembre - Eugenio Bellosio, scultore e orafo italiano (n. 1847)
- 14 settembre - Isadora Duncan, danzatrice statunitense (n. 1877)
- 14 settembre - Sophie von Merenberg (n. 1868)
- 15 settembre - Herman Gorter, poeta, filosofo e rivoluzionario olandese (n. 1864)
- 15 settembre - Bruno Rahn, regista, attore e produttore cinematografico tedesco (n. 1887)
- 16 settembre - Francesco de Guarnieri, violinista e compositore italiano (n. 1867)
- 17 settembre - Guido Chelotti, ammiraglio italiano (n. 1869)
- 17 settembre - Anatolij Koni, scrittore e giurista russo (n. 1844)
- 18 settembre - Charles R. Miller, politico statunitense (n. 1857)
- 19 settembre - Franz Penzoldt, medico e farmacologo tedesco (n. 1849)
- 19 settembre - Adrian Stokes, batteriologo inglese (n. 1887)
- 20 settembre - Gino Coppedè, architetto, scultore e decoratore italiano (n. 1866)
- 20 settembre - George Nichols, attore, regista e sceneggiatore statunitense (n. 1864)
- 21 settembre - Candida Mara, cantante italiana (n. 1877)
- 22 settembre - Giannotto Bastianelli, musicologo e critico musicale italiano (n. 1883)
- 22 settembre - George Francis Hamilton, nobile, militare e politico britannico (n. 1845)
- 22 settembre - Édouard Kirmisson, chirurgo francese (n. 1848)
- 24 settembre - Alberts Tarulis, calciatore lettone (n. 1906)
- 25 settembre - Hugh Tothill, ammiraglio inglese (n. 1865)
- 27 settembre - Camillo Pistrucci, architetto italiano (n. 1856)
- 27 settembre - Leopold Wharton, regista e produttore cinematografico britannico (n. 1870)
- 28 settembre - Giuseppe Giordano Apostoli, avvocato, funzionario e politico italiano (n. 1838)
- 28 settembre - Jean-Joseph Weerts, pittore francese (n. 1846)
- 29 settembre - Willem Einthoven, fisiologo olandese (n. 1860)
- 30 settembre - Samuel Garman, naturalista e zoologo statunitense (n. 1843)
- 30 settembre - Charles Jonnart, politico francese (n. 1857)
- 30 settembre - Luigi Tagliaferri, pittore italiano (n. 1841)

## Ottobre(44)
- 2 ottobre - Svante Arrhenius, chimico e fisico svedese (n. 1859)
- 2 ottobre - Pierangelo Baratono, giornalista, scrittore e poeta italiano (n. 1880)
- 3 ottobre - Costantino Lazzari, politico italiano (n. 1857)
- 5 ottobre - Carlo Vegezzi Bossi, organaro italiano (n. 1858)
- 5 ottobre - Sam Warner, produttore cinematografico statunitense (n. 1887)
- 6 ottobre - Pompeo di Campello, militare e politico italiano (n. 1874)
- 7 ottobre - Edward Guinness, I conte di Iveagh, filantropo irlandese (n. 1847)
- 7 ottobre - Paul Sérusier, pittore francese (n. 1864)
- 8 ottobre - Ricardo Güiraldes, scrittore e poeta argentino (n. 1886)
- 8 ottobre - Arnold Kirke-Smith, calciatore inglese (n. 1850)
- 8 ottobre - Mary Webb, scrittrice britannica (n. 1881)
- 8 ottobre - Maria Teresa d'Asburgo-Teschen, nobildonna austriaca (n. 1845)
- 10 ottobre - Henri Guinier, pittore francese (n. 1867)
- 11 ottobre - Michele Gennaro di Braganza, nobile (n. 1853)
- 12 ottobre - Søren Peter Christensen, ginnasta danese (n. 1884)
- 12 ottobre - Benjamin Daydon Jackson, botanico britannico (n. 1846)
- 13 ottobre - Manfredo Manfredi, architetto italiano (n. 1859)
- 13 ottobre - Francesco Scerbo, presbitero, glottologo e ebraista italiano (n. 1849)
- 14 ottobre - Enrico XXIV di Reuss-Greiz, principe tedesco (n. 1878)
- 14 ottobre - Pantelej Kiselov, generale bulgaro (n. 1863)
- 16 ottobre - Augusto Maccario, mezzofondista italiano (n. 1890)
- 18 ottobre - Ludwig Darmstaedter, chimico e storico tedesco (n. 1846)
- 18 ottobre - Otto Hildebrand, patologo e chirurgo tedesco (n. 1858)
- 18 ottobre - Alfred Hillebrandt, indologo e filologo tedesco (n. 1853)
- 19 ottobre - Tom Lewis, attore statunitense (n. 1867)
- 19 ottobre - Şehzade Mehmed Seyfeddin, principe ottomano (n. 1874)
- 20 ottobre - Eugen von Knilling, politico tedesco (n. 1865)
- 22 ottobre - Patrick Joseph O'Donnell, cardinale e arcivescovo cattolico irlandese (n. 1856)
- 22 ottobre - Borisav Stanković, scrittore serbo (n. 1876)
- 22 ottobre - Guglielmo di Hohenzollern-Sigmaringen, nobile (n. 1864)
- 23 ottobre - Bernát Alexander, filosofo e scrittore ungherese (n. 1850)
- 23 ottobre - Joseph Dickman, generale statunitense (n. 1857)
- 24 ottobre - Antonio Berlese, entomologo italiano (n. 1863)
- 24 ottobre - Adolfo Cambridge, I marchese di Cambridge, nobile britannico (n. 1868)
- 24 ottobre - John Henry Davies, imprenditore inglese (n. 1864)
- 25 ottobre - Simone Gulì, comandante marittimo e militare italiano (n. 1865)
- 26 ottobre - Albert Champion, ciclista su strada e pistard francese (n. 1878)
- 26 ottobre - Hermann Muthesius, architetto tedesco (n. 1861)
- 27 ottobre - Karl Gampenrieder, pittore tedesco (n. 1860)
- 28 ottobre - Bonifacio Zuppini, calciatore italiano (n. 1897)
- 29 ottobre - Leonard Nelson, filosofo e matematico tedesco (n. 1882)
- 30 ottobre - Maximilian Harden, giornalista tedesco (n. 1861)
- 31 ottobre - Claudio Castelucho, pittore spagnolo (n. 1870)
- 31 ottobre - Henri-François Delaborde, storico francese (n. 1854)

## Novembre(47)
- 1º novembre - Florence Mills, cantante, ballerina e cabarettista statunitense (n. 1896)
- 3 novembre - Karel Matěj Čapek-Chod, scrittore ceco (n. 1860)
- 4 novembre - Beriah Gwynfe Evans, giornalista, drammaturgo e politico gallese (n. 1848)
- 4 novembre - Giuseppe Marcora, avvocato, politico e patriota italiano (n. 1841)
- 4 novembre - Valli Valli, attrice teatrale inglese (n. 1882)
- 6 novembre - Giovanni Antonio Campostrini, ingegnere e politico italiano (n. 1862)
- 7 novembre - Augusto Novelli, drammaturgo, giornalista e scrittore italiano (n. 1866)
- 8 novembre - Alberto Giordani, calciatore italiano (n. 1899)
- 9 novembre - Augusto Pollastri, liutaio italiano (n. 1877)
- 9 novembre - Gennaro Trama, vescovo cattolico italiano (n. 1856)
- 10 novembre - Hans Langseth, norvegese (n. 1846)
- 11 novembre - Frederick Thomas Dalton, giornalista, illustratore e avvocato britannico (n. 1855)
- 11 novembre - Wilhelm Ludvig Johannsen, botanico, biologo e genetista danese (n. 1857)
- 12 novembre - Alessandro Lualdi, cardinale e arcivescovo cattolico italiano (n. 1858)
- 12 novembre - Karl Magnus Bergbohm, giurista tedesco (n. 1849)
- 13 novembre - Giovanni Gasperini, prefetto italiano (n. 1852)
- 13 novembre - Feliciano Viera, politico uruguaiano (n. 1872)
- 14 novembre - Damaso Pio De Bono, vescovo cattolico italiano (n. 1850)
- 15 novembre - Francesco Saverio Monticelli, zoologo italiano (n. 1863)
- 15 novembre - Madoka Sasaki, ittiologo giapponese (n. 1883)
- 16 novembre - Tiger Flowers, pugile statunitense (n. 1895)
- 17 novembre - Adol'f Abramovič Ioffe, rivoluzionario, politico e diplomatico sovietico (n. 1883)
- 17 novembre - George Powell, golfista statunitense (n. 1869)
- 17 novembre - Alessandro Sacheri, poeta, letterato e giornalista italiano (n. 1866)
- 17 novembre - Yusuf ben al-Hasan, sultano marocchino (n. 1882)
- 17 novembre - Jan Van Beers, pittore belga (n. 1852)
- 18 novembre - Pietro Bouvier, pittore italiano (n. 1839)
- 18 novembre - Emma Carus, contralto statunitense (n. 1879)
- 20 novembre - Wilhelm Stenhammar, compositore, pianista e direttore d'orchestra svedese (n. 1871)
- 21 novembre - Laurits Tuxen, pittore e scultore danese (n. 1853)
- 21 novembre - Arturo Vecchini, avvocato e politico italiano (n. 1857)
- 22 novembre - Ernest Lespinasse, ginnasta francese (n. 1897)
- 23 novembre - Miguel Agustín Pro, presbitero e gesuita messicano (n. 1891)
- 23 novembre - Stanisław Przybyszewski, scrittore, drammaturgo e poeta polacco (n. 1868)
- 23 novembre - Alfred III di Windisch-Grätz, politico, archeologo e storico austriaco (n. 1851)
- 24 novembre - Vittorio Benussi, psicologo italiano (n. 1878)
- 24 novembre - Ion I. C. Brătianu, politico rumeno (n. 1864)
- 24 novembre - Shushanik Kurghinian, scrittrice, politico e giornalista armena (n. 1876)
- 25 novembre - Paolo Emilio Bilotti, educatore, storico e archivista italiano (n. 1860)
- 25 novembre - József Rippl-Rónai, pittore ungherese (n. 1861)
- 26 novembre - Giovanni Vincenzo Bonzano, cardinale italiano (n. 1867)
- 26 novembre - Jean-Louis Pisuisse, cabarettista, cantautore e giornalista olandese (n. 1880)
- 27 novembre - Giovanni Agusta, pioniere dell'aviazione italiano (n. 1879)
- 27 novembre - Vittorio de Riccabona, politico italiano (n. 1844)
- 28 novembre - John William Griggs, politico statunitense (n. 1849)
- 28 novembre - Arthur Wichmann, geologo e mineralogista tedesco (n. 1851)
- 29 novembre - Emanuel Kayser, geologo e paleontologo tedesco (n. 1845)

## Dicembre(42)
- 1º dicembre - Cora Williams, attrice statunitense (n. 1870)
- 4 dicembre - Sascha Kolowrat-Krakowsky, produttore cinematografico austriaco (n. 1886)
- 5 dicembre - Fëdor Sologub, scrittore, poeta e drammaturgo russo (n. 1863)
- 6 dicembre - Kate Toncray, attrice statunitense (n. 1867)
- 7 dicembre - Louis Cheikho, presbitero e arabista libanese (n. 1859)
- 9 dicembre - Franz Rohr von Denta, generale austro-ungarico (n. 1854)
- 10 dicembre - Thomas Frederick Crane, linguista statunitense (n. 1844)
- 10 dicembre - Luigi Dorigo, avvocato e politico italiano (n. 1850)
- 10 dicembre - Young Griffo, pugile australiano (n. 1871)
- 11 dicembre - Donato Velluti Zati di San Clemente, arcivescovo cattolico italiano (n. 1845)
- 13 dicembre - Luigi Fedeli, compositore italiano (n. 1892)
- 14 dicembre - Edwin Alderson, generale britannico (n. 1859)
- 14 dicembre - Conrad Wahn, architetto tedesco (n. 1851)
- 15 dicembre - Romaine Fielding, attore, regista e sceneggiatore statunitense (n. 1867)
- 15 dicembre - Giacinto Pannella, presbitero, storico e bibliografo italiano (n. 1847)
- 15 dicembre - Elsa von Freytag-Loringhoven, artista e poetessa tedesca (n. 1874)
- 16 dicembre - Albert Gauthier de Clagny, politico e avvocato francese (n. 1853)
- 17 dicembre - Eduard von der Hellen, archivista, curatore editoriale e scrittore tedesco (n. 1863)
- 18 dicembre - Oreste Perfetti, calciatore italiano (n. 1897)
- 19 dicembre - Valentin Haecker, zoologo tedesco (n. 1864)
- 19 dicembre - Clinton Edgar Woods, ingegnere elettrico, ingegnere meccanico e scrittore statunitense (n. 1863)
- 20 dicembre - Gideon S. Ives, politico e avvocato statunitense (n. 1846)
- 20 dicembre - Fred Semple, golfista e tennista statunitense (n. 1872)
- 21 dicembre - Ludwig Beissner, botanico tedesco (n. 1843)
- 21 dicembre - Camillo Bianchi, politico e imprenditore francese (n. 1847)
- 21 dicembre - Gyula Fényi, gesuita e astronomo ungherese (n. 1845)
- 21 dicembre - Paul Muteau, generale francese (n. 1854)
- 22 dicembre - Stefan Popiel, calciatore polacco (n. 1896)
- 23 dicembre - Louise Keilhau, politica, docente e attivista norvegese (n. 1860)
- 24 dicembre - Vladimir Michajlovič Bechterev, neurologo e neurofisiologo russo (n. 1857)
- 24 dicembre - Karl Oskar Medin, pediatra svedese (n. 1847)
- 25 dicembre - Pasquale Coppa-Zuccari, giurista italiano (n. 1873)
- 25 dicembre - Sergej Dmitrievič Sazonov, diplomatico e politico russo (n. 1860)
- 27 dicembre - Ezio Ceccarelli, scultore italiano (n. 1865)
- 28 dicembre - Gerald Edmund Boyle, militare irlandese (n. 1840)
- 29 dicembre - Andrea Amrhein, monaco cristiano svizzero (n. 1844)
- 29 dicembre - Francesco Flores D'Arcais, matematico italiano (n. 1849)
- 29 dicembre - Pat Leahy, altista, lunghista e triplista britannico (n. 1877)
- 29 dicembre - Teofilo Rossi, politico e imprenditore italiano (n. 1865)
- 30 dicembre - İsmail Hakkı Bey, musicista e compositore turco (n. 1865)
- 30 dicembre - Jan Košek, calciatore boemo (n. 1884)
- 30 dicembre - Gian Maria Rastellini, pittore e politico italiano (n. 1869)

## Senza giorno specificato(61)
- Səkinə Axundzadə, drammaturga azera (n. 1865)
- August Allebé, pittore olandese (n. 1838)
- Luís Amado Carballo, poeta spagnolo (n. 1901)
- Michael Ancher, pittore danese (n. 1849)
- Giacomo Antonelli, ingegnere italiano (n. 1834)
- Rumeysa Aredba, principessa e scrittrice abcasa (n. 1873)
- Filippo Belli, pittore e fotografo italiano (n. 1836)
- Arsenij Bibikov, attore russo (n. 1873)
- Gustave-Louis Blanc, chimico francese (n. 1872)
- Otto Blehr, politico norvegese (n. 1847)
- Alexis Brocherel, alpinista italiano (n. 1874)
- Paul Busch, circense tedesco (n. 1850)
- Salvatore Cacciola, filantropo e medico italiano (n. 1846)
- Ciro Chistoni, fisico italiano (n. 1852)
- Milan Ciganović, rivoluzionario serbo (n. 1888)
- Santi Consoli, storico, letterato e politico italiano (n. 1853)
- Jovan Cvijić, geografo serbo (n. 1865)
- Augusta Déjerine-Klumpke, neurologa statunitense (n. 1859)
- Georg Elfvengren, militare finlandese (n. 1889)
- Pio Fabri, ceramista italiano (n. 1847)
- Louis Agassiz Fuertes, ornitologo e illustratore statunitense (n. 1874)
- Giuseppe Gallo, architetto e ingegnere italiano (n. 1860)
- Maria Galvany, soprano spagnolo (n. 1878)
- Giovanni Giovannetti, scultore italiano (n. 1861)
- Habte Giyorgis, politico etiope (n. 1851)
- Alfred von Glehn, violoncellista, direttore d'orchestra e docente tedesco (n. 1858)
- Paul Heinrich von Groth, mineralogista tedesco (n. 1843)
- Joseph Harker, scenografo, attore e pittore britannico (n. 1855)
- Lama Itigilov, monaco buddhista russo (n. 1852)
- Harry Johnston, esploratore britannico (n. 1858)
- Nikolaos Kalogeropoulos, politico greco (n. 1851)
- Manuel María Llanza y Pignatelli, politico spagnolo (n. 1857)
- Hughie Mack, attore e sceneggiatore statunitense (n. 1884)
- Alfonso Mandelli, politico italiano (n. 1850)
- William Hodges Mann, politico statunitense (n. 1843)
- Manuele III del Congo, sovrano della Repubblica Democratica del Congo (n. 1872)
- Silvio Mix, compositore e direttore d'orchestra italiano (n. 1900)
- Hippolyte Moreau, scultore francese (n. 1832)
- Étienne Moreau-Nélaton, pittore e scrittore francese (n. 1859)
- Camillo Negro, neurologo italiano (n. 1861)
- Nevdürr Hanim, ottomana (n. 1861)
- Charles Cleveland Nutting, zoologo statunitense (n. 1858)
- Ole Olsen, musicista norvegese (n. 1850)
- Tarquinio Pozzoli, politico italiano (n. 1896)
- Kristian Prestrud, militare e esploratore norvegese (n. 1881)
- Martin Roche, architetto statunitense (n. 1853)
- Ernesto Sarasino, editore, scrittore e traduttore italiano
- Heinrich Schenck, botanico tedesco (n. 1860)
- Ignaz Schütz, matematico e fisico tedesco (n. 1867)
- Francesco Stianti, tipografo italiano (n. 1843)
- Karl Teichmann, aviatore austro-ungarico (n. 1897)
- Il'ja Fëdorovič Tjumenev, librettista, compositore e artista russo (n. 1855)
- Gianbattista Troiani, scultore italiano (n. 1844)
- Diogo de Vasconcelos, storico e politico brasiliano (n. 1843)
- Alberto Vianelli, pittore italiano (n. 1841)
- Filandro Vicentini, medico italiano (n. 1836)
- Attilio Vigevano, militare italiano (n. 1874)
- Giacomo Zammattio, architetto italiano (n. 1855)
- Carlo Zanoia, patriota e scrittore italiano
- Abd al-Rahman al-Kaylani, politico iracheno (n. 1841)
- Francisco de Paula del Villar y Carmona, architetto spagnolo (n. 1860)